# Jintur
Jintur es una ciudad y  municipio situada en el distrito de Parbhani en el estado de Maharashtra (India). Su población es de 44291 habitantes (2011). Se encuentra a 44 km de Parbhani.

## Demografía
Según el censo de 2011 la población de Jintur era de 44291 habitantes, de los cuales 22616 eran hombres y 21675 eran mujeres. Jintur tiene una tasa media de alfabetización del 78,26%, inferior a la media estatal del 82,34%: la alfabetización masculina es del 83,45%, y la alfabetización femenina del 72,90%.